# The Quest (série de televisão de 2022)
The Quest (prt: A Demanda; bra: The Quest: A Missão) é uma série de reality de televisão americana baseada em fantasia transmitida no Disney+, que estreou em 11 de maio de 2022. Uma reinicialização da série de reality de competição baseada em fantasia de 2014 com o mesmo nome, The Quest apresenta um grupo de jogadores trazidos para um castelo no mundo fictício de Everealm em uma missão de fantasia para salvar o reino de uma força do mal e revelar o verdadeiro herói entre eles que o derrotará. Em comparação com a versão de 2014, esta versão tem um tipo semelhante de estrutura narrativa/realidade do jogo, mas concentra-se mais fortemente na narrativa roteirizada, diferindo da iteração anterior. Ao contrário da série de 2014, em que os competidores eram todos adultos, os jogadores desta série são todos adolescentes.
A Disney anunciou em janeiro de 2020 que uma nova versão de The Quest seria produzida para seu serviço de streaming Disney+, com van Munster e Doganieri retornando como produtores executivos. van Munster escolheu o revival para a Disney depois que eles anunciaram planos para o serviço de streaming. Em 2 de abril de 2022, um trailer foi lançado, anunciando a data de estreia para 11 de maio de 2022.

## Formato
Um grupo de adolescentes participa de uma aventura imersiva com roteiro em um cenário de alta fantasia, o reino de Everealm. A aventura é estruturada em torno de vários desafios ligados ao enredo de fantasia. Enquanto o enredo em andamento é roteirizado e os competidores estão interagindo com os atores ao longo da competição, os desafios reais são genuínos, com resultados competitivos determinados pelas habilidades e decisões dos competidores. Ao contrário da série de 2014, o reboot é apresentado quase que inteiramente no modo de um drama roteirizado tradicional, com uso mínimo de dispositivos de reality shows como confessionários ou eliminações que atrapalhariam a imersão dos jogadores no cenário de aventura.

## Produção
The Quest foi produzido por Court Five (produtora da trilogia O Senhor dos Anéis), The New Media Collective (produtora de The Amazing Race) e Scout Productions (produtor de Queer Eye). Foi filmado em locações em Calistoga, Califórnia, em Castello di Amorosa. Originalmente destinado a filmar em Burg Kreuzenstein como na série de 2014, a nova série mudou a produção para Castello di Amorosa em Vale de Napa devido à pandemia de COVID-19. A produção ocorreu de janeiro de 2021 a março de 2021.
Os produtores executivos da série são Jane Fleming e Mark Ordesky da Court Five; Bertram van Munster, Elise Doganieri e Mark Dziak do The New Media Collective; e Rob Eric, Michael Williams e David Collins da Scout Productions. Mike Foley é o showrunner.

## Enredo
A feiticeira sombria Tavora e sua Legião Sombria procuram conquistar o mundo mágico de Everealm. Conforme ele cai em batalha, o Rei Magnus de Sanctum confia a mítica Coroa Divina a sua soldado Mila, para levar para seus três filhos - Emmett, Adaline e Cedric - herdeiros do trono de Sanctum. Mila chega em Oraa para entregar a Coroa, onde os herdeiros estão escondidos sob a proteção do irmão do Rei Magnus, Rei Silas, junto com o conselheiro de Magnus, Dravus, um mago do palácio. Ao mesmo tempo, oito adolescentes americanos são convocados a Oraa pelo Destino Talmuh para restaurar a Coroa Divina e redimir o vínculo entre Everealm e as três Parcas. Designados "Paladinos", os oito adolescentes devem recuperar as quatro Joias da Virtude da Divina Coroa. Através desses e de outros desafios ao longo do caminho, os Paladinos demonstram as virtudes de um herói. Para cada desafio, um excelente Paladino é premiado com um talismã. O acúmulo de talismãs é usado para determinar os Paladinos que podem buscar reivindicar a quinta gema da Divina Coroa, a Pedra do Rei, revelando-se como "O Verdadeiro Herói" com o poder de salvar Everealm.

## Paladinos
- David (14, Waldorf, Maryland)
- Serean (14, Tenino, Washington)
- Holden (16, Northridge, Califórnia)
- Myra (16, Queens, Nova York)
- Shaan (13, San Ramon, Califórnia)
- Ava (14, Northwood, New Hampshire)
- Caden (16, Sugarland, Texas)
- Toshani (14, Schenectady, Nova York)

## Elenco
- Emily Gateley como Mila, soldado de infantaria do Exército Runeguard
- Braeden De La Garza como Príncipe Emmett, um dos três herdeiros de Sanctum
- Racquel Jean-Louis como Princesa Adaline, uma dos três herdeiros de Sanctum
- Elliott Ross como Príncipe Cedérico, um dos três herdeiros de Sanctum
- Kerwin Thompson como Rei Silas, Rei de Oraa
- Harry Aspinwall como Dravus, mago do Rei Magnus
- Mel Mehrabian como Feiticeira Tavora
- Nandi Chapman como Talmuh, um dos três Destinos
- Sajel Oh como Solas, um dos três Destinos
- Louise Lagana como Karu, um dos três Destinos
- Keith G. Brown como Rei Magnus
- Frederic Winkler como General Kane, general da Legião Sombria
- Jarod Lindsey como Ramus, membro da Legião Sombria
- Dane DiLiegro como o Dragior

## Episódios
| N.º | Título                    | Exibição original  |
| --- | ------------------------- | ------------------ |
| 1   | "Strangers Arrive"        | 11 de maio de 2022 |
| 2   | "The Weight of the World" | 11 de maio de 2022 |
| 3   | "A Mysterious Gift"       | 11 de maio de 2022 |
| 4   | "A Castle Divided"        | 11 de maio de 2022 |
| 5   | "Chaos"                   | 11 de maio de 2022 |
| 6   | "Betrayal From Within"    | 11 de maio de 2022 |
| 7   | "A Light in the Darkness" | 11 de maio de 2022 |
| 8   | "The One True Hero"       | 11 de maio de 2022 |

## Sumário do jogo
| EpisódioTalismãs | 1     | 2           | 2     | 3           | 3               | 4                      | 4                             | 5                         | 5                         | 6                         | 6                                      | 7                               | 7                        | 8       |
| ---------------- | ----- | ----------- | ----- | ----------- | --------------- | ---------------------- | ----------------------------- | ------------------------- | ------------------------- | ------------------------- | -------------------------------------- | ------------------------------- | ------------------------ | ------- |
| 3                |       |             |       |             |                 |                        |                               |                           |                           | David                     | David                                  | David                           | David                    | David   |
| 2                |       |             | David | David       | David           | David                  | David                         | David Ava                 | David Ava                 | Ava                       | Ava                                    | Ava Serean                      | Ava Serean Holden        | Holden  |
| 1                | David | David Caden | Caden | Caden Shaan | Ava Caden Shaan | Ava Serean Caden Shaan | Ava Serean Holden Caden Shaan | Serean Holden Caden Shaan | Serean Holden Caden Shaan | Serean Holden Caden Shaan | Serean Holden Caden Shaan Myra Toshani | Holden Caden Shaan Myra Toshani | Caden Shaan Myra Toshani | Toshani |

Negrito indica um Paladino que recebeu um talismã por um excelente desempenho no desafio.
1. ↑  Os Paladinos não tiveram sucesso no último desafio deste episódio. Nenhum talismã foi concedido.
2. ↑  Para o episódio 8, negrito indica o Paladino que recuperou a Pedro do Rei, e é O Verdadeiro Herói de Everalm

Agrupados com base no número de talismãs acumulados, os Paladinos selecionaram um único membro de cada grupo para participar do julgamento da Pedra do Rei. Com o maior número de talismãs, David foi o primeiro Paladino selecionado. Com 2 talismãs cada; Ava, Serean e Holden estavam no segundo grupo; do qual Holden foi selecionado. Dos Paladinos restantes, Toshani foi escolhido. No julgamento, Holden foi o primeiro Paladino a completar o julgamento, e foi o único a recuperar a Pedra do Rei, provando ser O Verdadeiro Herói.